# أندريس بارادا
أندريس بارادا (بالإسبانية: Andrés Parada)‏ (20 مارس 1984 بتشيلي - ) هو مدرب كرة قدم ولاعب كرة قدم تشيلي في مركز حراسة المرمى. لعب مع نادي أونيفرسيداد كاتوليكا وديبورتيس إيكيكي.

## وصلات خارجية
- أندريس بارادا على موقع قاعدة بيانات كرة القدم.إي يو (الإنجليزية)